# Castillejo de Robledo
Castillejo de Robledo è un comune spagnolo di 178 abitanti situato nella comunità autonoma di Castiglia e León.